# ISO 4
ISO 4(Information and documentation – Rules for the abbreviation of title words and titles of publications)는 연속 간행물의 통일된 타이틀(예: 정기적으로 출판되는 과학 학술지 등의 타이틀)을 정의하는 국제 표준이다.
국제 표준화 기구(ISO)는 등록 기관으로서 국제 표준 연속 간행물 번호를 지정해왔다. 연속 간행물 타이틀에서 흔히 볼 수 있는 단어들의 표준 축약어를 포함하는 LTWA(List of Title Word Abbreviations)를 관리한다. 2017년 8월 기준으로 이 표준의 최근 업데이트는 1997년에 이루어졌으며 당시 제3판이 출시된 상태였다.

## 같이 보기
- 국제 표준 연속 간행물 번호